# Thérèse Steinmetz
Thérèse Steinmetz (Ámsterdam, 17 de mayo de 1933), es una cantante holandesa, conocida por su participación en el Festival de la Canción de Eurovisión 1967.

## Inicios
Steinmetz estudió en el Conservatorio de Ámsterdam, y actuó en varios teatros, televisión y en papeles de cien antes de tener su propia serie de televisión, Thérèse, en 1966

## Festival de Eurovisión

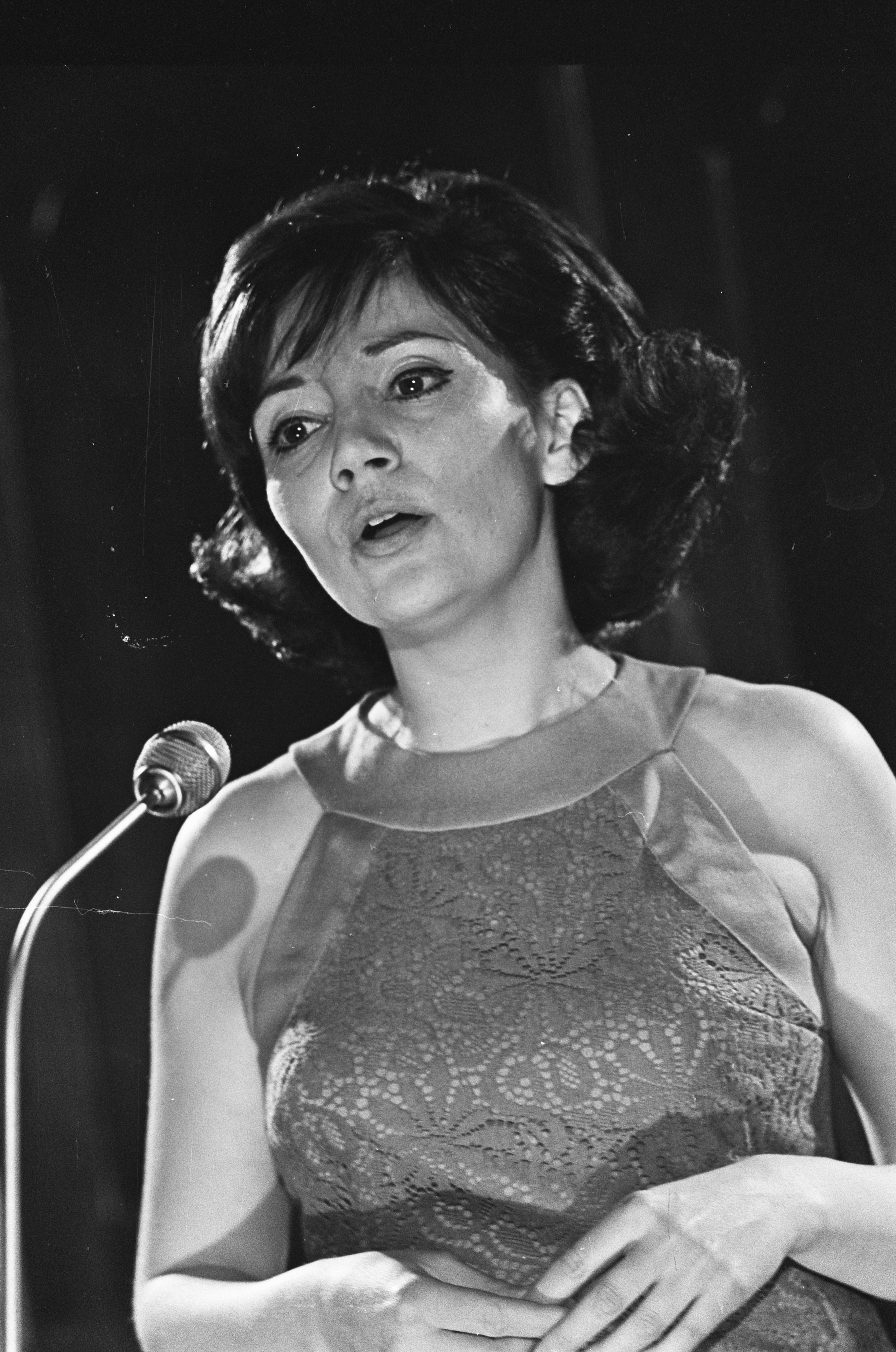
Thérèse Steinmetz durante un ensayo para el Festival de la Canción de los Países Bajos en febrero de 1967.

En 1967, Steinmetz cantó las seis canciones que competían en la preselección holandesa para escoger la que iría a Eurovisión, de las seis fue escogida la canción "Ring-dinge-ding" being chosen by postcard voting as the winner.  Steinmetz participó en el Festival de la Canción de Eurovisión 1967, que tuvo lugar en Viena el 8 de abril, donde "Ring-dinge-ding" finalizó en 14.º lugar de 17 participantes, continuando los pobres resultados de los Países Bajos en los años 60.

## Carrera posterior
En 1970, Steinmetz ganó el Festival Internacional "Cerbul de Aur" en Braşov, Rumanía, superando a otra antigua participante de Eurovisión, Lize Marke, que quedó segunda.  La victoria la hizo ser muy conocida en Rumanía, a la que visitó en numerosas ocasiones, interpretando canciones folclóricas. En 1974 tuvo un éxito en los Países Bajos con "Geef ze en kans", e hizo apariciones en televisión.
Steinmetz ha vivido muchos años en Cannes, en la Costa Azul, donde se ha convertido en una exitosa pintora y tiene su propia galería de arte.